# Cecilia de Mecklemburgo-Schwerin
Cecilia de Mecklemburgo-Schwerin (en alemán: Cecilie zu Mecklenburg-Schwerin; Schwerin, 20 de septiembre de 1886-Bad Kissingen, 6 de mayo de 1954) fue la última princesa heredera de Prusia como esposa del príncipe Guillermo, hijo y heredero del káiser Guillermo II de Alemania.
Cecilia era hija del gran duque Federico Francisco III de Mecklemburgo-Schwerin y de la gran duquesa Anastasia Mijáilovna de Rusia. Se crio con sencillez y sus primeros años fueron peripatéticos, pasando los veranos en Mecklemburgo-Schwerin y el resto del año en el sur de Francia. Después de la muerte de su padre, viajó todos los veranos entre 1898 y 1904 a la Rusia natal de su madre. El 6 de junio de 1905, se casó con Guillermo de Prusia, príncipe heredero de Alemania. La pareja tuvo cuatro hijos y dos hijas. Cecilia, alta y escultural, se hizo pronto popular en Alemania por su estilo. Sin embargo, su esposo era un mujeriego y el matrimonio no fue feliz.
Después de la caída de la monarquía alemana al final de la Primera Guerra Mundial, Cecilia y su esposo vivieron casi siempre separados. Durante la República de Weimar y el período nazi, Cecilia vivió principalmente en el Palacio Cecilienhof de Potsdam. Cuando las tropas soviéticas se aproximaban a Alemania al final de la Segunda Guerra Mundial, salió del Cecilienhof en febrero de 1945 para no volver jamás. Permaneció en Bad Kissingen hasta 1952, cuando se mudó a un apartamento en el barrio de Frauenkopf de Stuttgart. En 1952, publicó sus memorias y murió dos años después.

## Familia

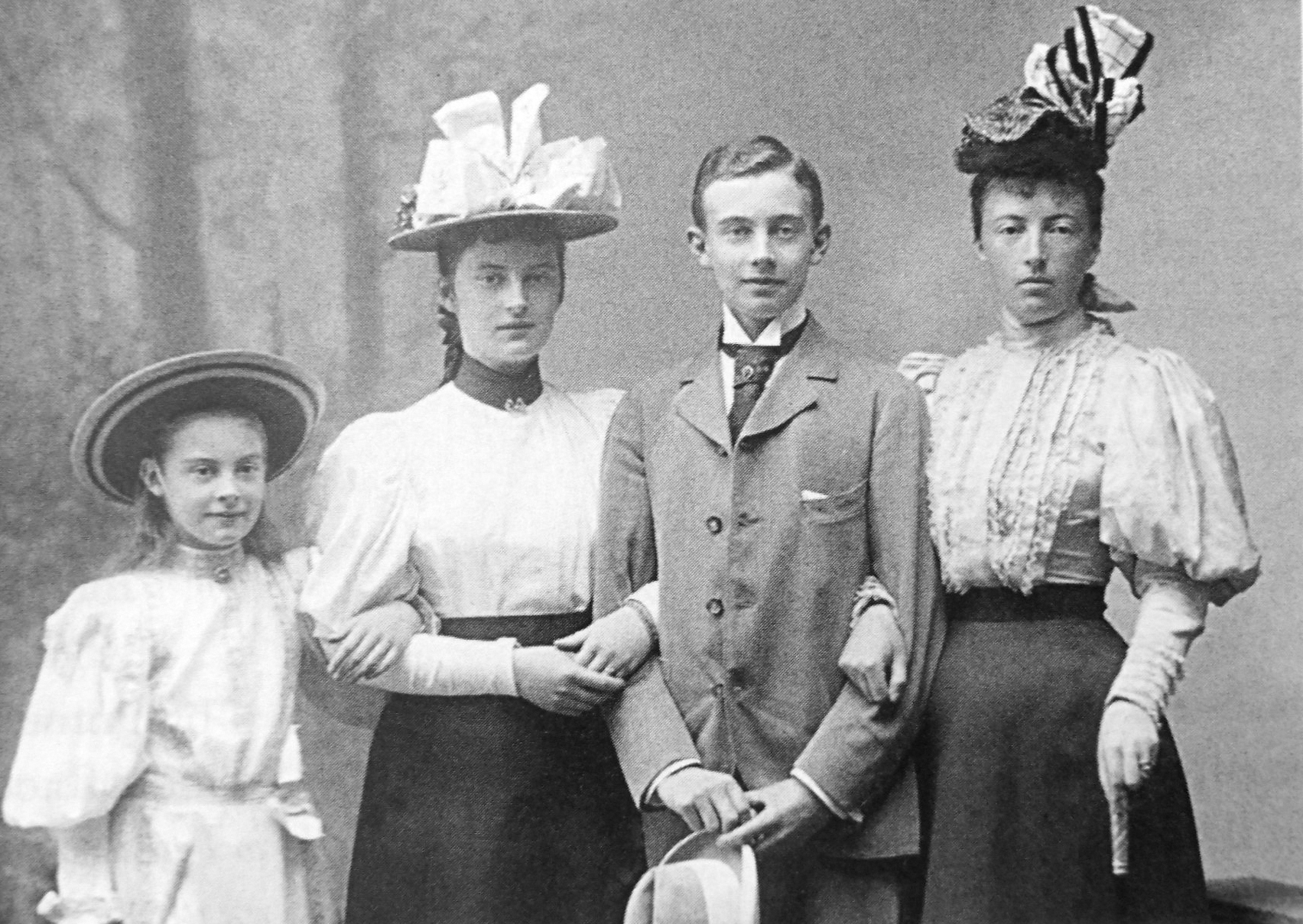
Cecilia, Alejandrina y Federico Francisco IV de Mecklemburgo-Schwerin con su madre, la gran duquesa Anastasia.

Cecilia era la tercera y la más joven hija del gran duque Federico Francisco III de Mecklemburgo-Schwerin y de la gran duquesa Anastasia Mijáilovna de Rusia. Pasó la mayor parte de su infancia en Schwerin, en las residencias reales del Palacio de Ludwigslust y el pabellón de caza Gelbensande, a solo unos kilómetros de la costa del Báltico. Miembro de la familia imperial rusa, la gran duquesa Anastasia era una mujer caprichosa que se aburría en Mecklemburgo y prefería residir en la Riviera francesa, adonde su marido, muy frágil, debía acompañarla. Es en la Villa Wenden de Cannes donde murió el gran duque en 1897 en extrañas circunstancias al caer desde una ventana, hablándose de suicidio. La gran duquesa prefirió quedarse en Francia en lugar de reunirse con sus tres hijos, incluido su hijo, Federico Francisco IV, adolescente que a la muerte de su padre quedó a la cabeza del Gran Ducado. La regencia se confió a un tío del joven príncipe, el duque Juan Alberto. La princesa Cecilia, la menor de sus hermanos, tenía entonces 11 años. 
En el invierno de 1897, la hermana de Cecilia, Alejandrina, conoció a su futuro esposo, el príncipe heredero de Dinamarca, Cristián, poco antes de que muriera su padre a la edad de 46 años. En 1901, su tío Enrique se casó con la reina Guillermina de los Países Bajos. La boda de su hermana se celebró en Cannes en abril de 1898. Durante todos los veranos de 1898 a 1904, visitaban a sus familiares en Rusia. Cecilia vivía allí en Mikhailovskoe, en la bahía de Kronstadt, la casa de campo de su abuelo materno, el gran duque Miguel Nikoláyevich de Rusia. En 1902, la gran duquesa Anastasia dio a luz a un niño adulterino, por lo que fue declarada persona no grata en Alemania y Rusia.

## Matrimonio

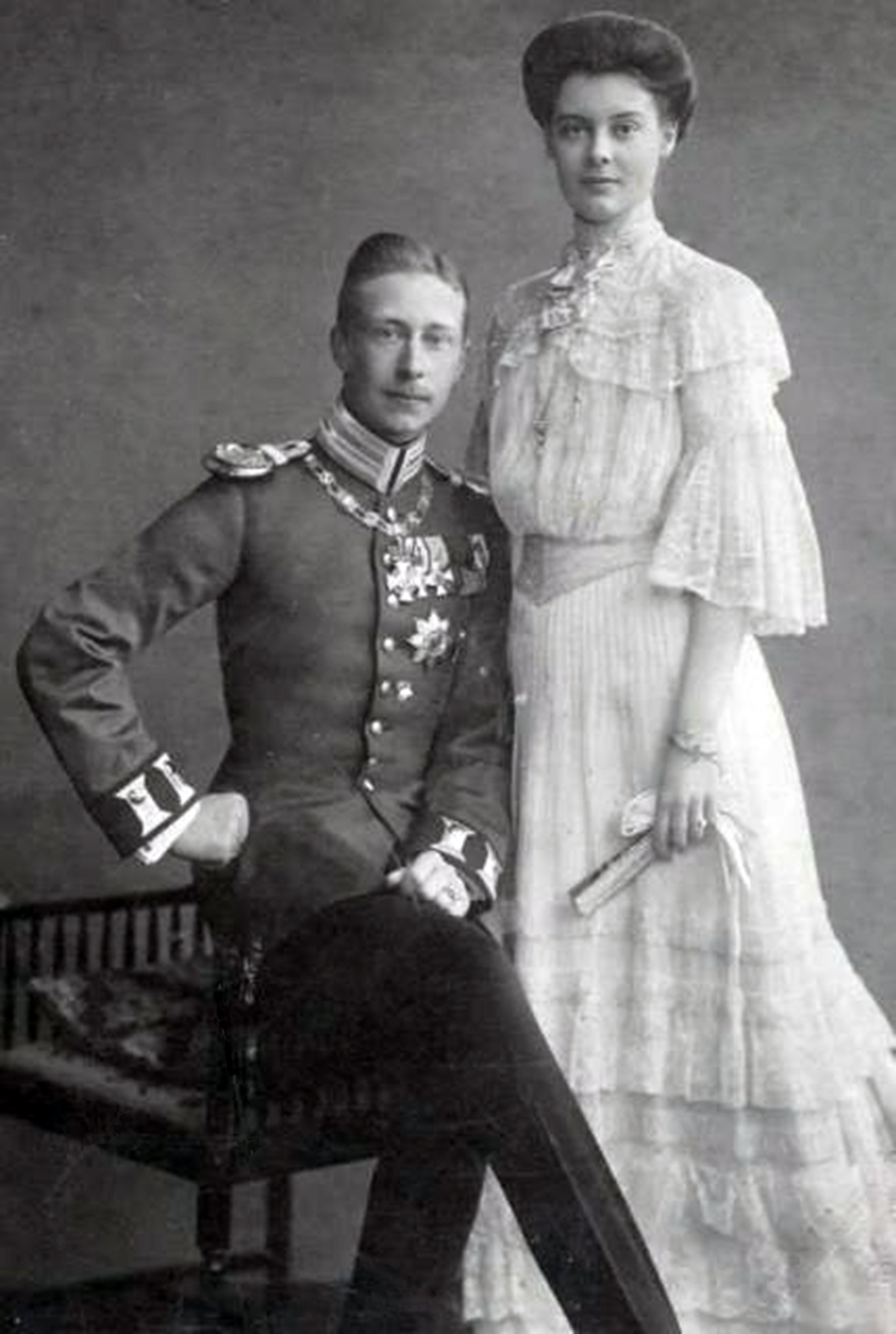
Cecilia de Mecklemburgo-Schwerin y el príncipe heredero Guillermo en la fotografía de compromiso.

Durante la boda de su hermano, el gran duque Federico Francisco IV, en Schwerin con Alejandra de Hannover, celebrada el 7 de junio de 1904, la duquesa Cecilia, de 17 años, conoció a su futuro esposo Guillermo, príncipe heredero alemán e hijo del emperador Guillermo II de Alemania y de la emperatriz Augusta Victoria de Schleswig-Holstein. Más alta que la mayoría de las mujeres de su tiempo, con 1,82 centímetros, Cecilia era tan alta como el príncipe heredero alemán. Guillermo quedó impresionado por su belleza y su cabello y ojos oscuros. El 4 de septiembre de 1904, la joven pareja se comprometió en el pabellón de Gelbensande. El káiser les cedió una residencia de madera como regalo de compromiso. El 5 de septiembre se tomaron las primeras fotos oficiales de la pareja.
La boda de la duquesa Cecilia y Guillermo tuvo lugar el 6 de junio de 1905 en Berlín. Al llegar desde Schwerin a la Estación Central de Berlín, la futura princesa heredera fue obsequiada en el andén con un ramo de rosas rojas. Fue recibida en el palacio de Bellevue por toda la familia imperial alemana y más tarde hizo una entrada triunfal por la Puerta de Brandeburgo y el Tiergarten. Las multitudes se alinearon a ambos lados del Unter den Linden mientras pasaba de camino al Palacio Real de Berlín. El káiser Guillermo II la saludó en el palacio y la condujo al Salón de los Caballeros, donde más de cincuenta invitados de diferentes casas reales europeas esperaban a la joven novia, entre ellos el gran duque Miguel Aleksándrovich de Rusia, el archiduque Francisco Fernando de Austria, así como representantes de Dinamarca, Italia, Bélgica, Portugal y los Países Bajos. El día de su boda, el káiser Guillermo II le concedió a su nuera la Orden de Luisa.
La ceremonia de la boda se celebró en la Capilla Real y en la cercana Catedral de Berlín. La pareja real recibió como regalos de boda joyas, platería y porcelana. Por deseo de la novia, se tocó la famosa marcha nupcial de Richard Wagner de Lohengrin, junto con música de Los Maestros Cantores de Nuremberg dirigida por Richard Strauss. A partir del día de su boda, la duquesa Cecilia de Mecklemburgo-Schwerin se convirtió en Su Alteza Imperial y Real, la princesa heredera alemana y la princesa heredera de Prusia. Se esperaba que algún día llegara a ser emperatriz de Alemania y reina de Prusia. En esta ocasión, la gran duquesa viuda Anastasia, persona no grata, recibió una autorización excepcional para ir a la corte de Berlín, autorización que se volvió a otorgar, por última vez, cuando nació su primer nieto.

## Princesa heredera de Alemania

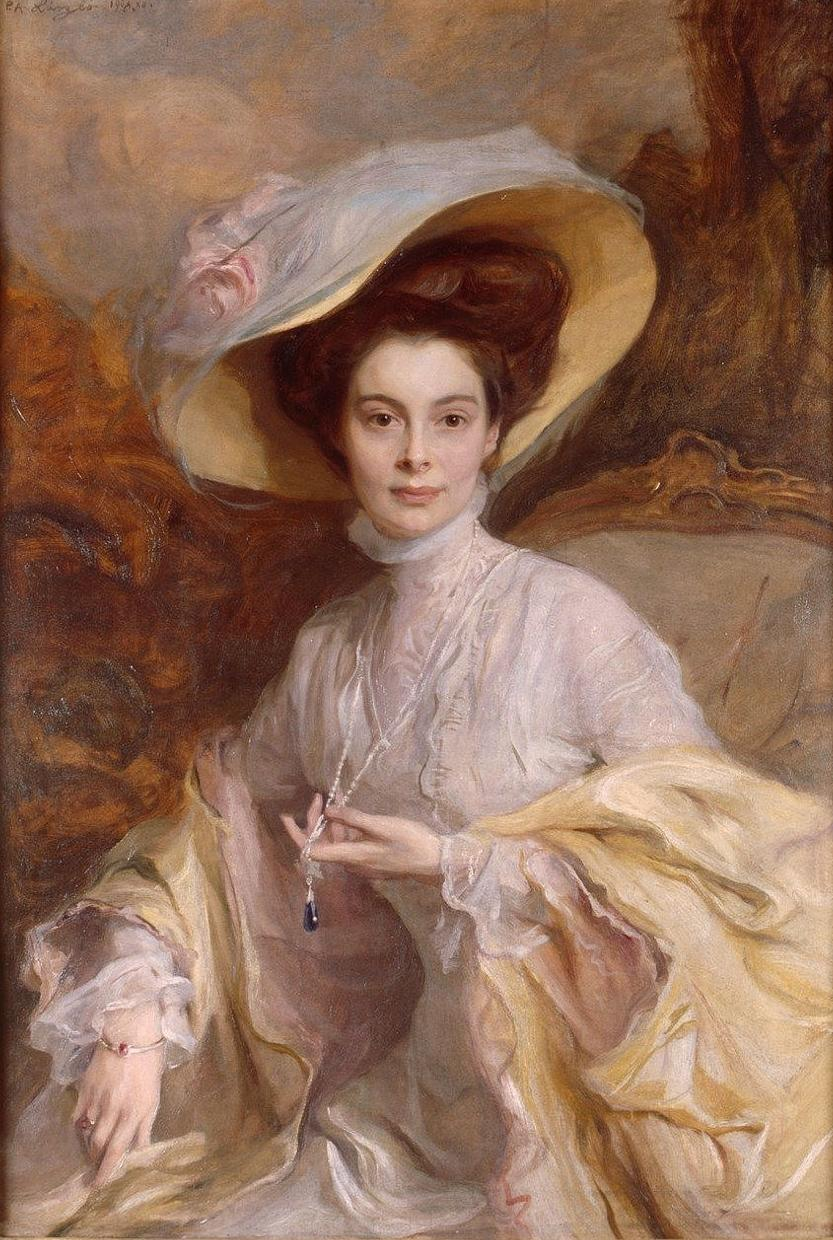
La princesa heredera Cecilia (1906), por Philip de László.

La "Kronprinzessin" (princesa heredera) Cecilia se convirtió rápidamente en uno de los miembros más queridos de la Casa de Hohenzollern. Era conocida por su elegancia y buen gusto en la moda, y no pasó mucho tiempo hasta que muchas mujeres de todo el Imperio alemán copiaran su estilo. Al finalizar las festividades de la boda, la pareja heredera eligió como residencia de verano el Palacio de Mármol en Potsdam. Todos los años, al comienzo de la temporada en enero, la pareja volvía al Kronprinzenpalais en Unter den Linden. El primer hijo de Cecilia nació el 4 de julio de 1906 y recibió el tradicional nombre de Guillermo de Hohenzollern. En ese momento, la monarquía alemana parecía estar muy segura.
Aunque el matrimonio de los príncipes herederos parecía ser perfecto en público, las grietas aparecieron rápidamente debido al comportamiento controlador de Guillermo. Muy pronto tuvo una serie de relaciones que tensaron la relación entre marido y mujer, en una ocasión anunciando a su esposa su última escapada, con lo que ella pensó en ahogarse. 
Sin embargo, a pesar de la infidelidad de su esposo, Cecilia dio a luz seis hijos:
- Guillermo (1906-1940), renunció a sus derechos de sucesión y murió luchando en el ejército alemán durante la invasión de Francia en 1940. Se casó con Dorotea von Salviati y tuvieron descendencia.
- Luis Fernando (1907-1994), el heredero dinástico, jefe de la Casa de Hohenzollern. Casado con la gran duquesa Kira Kirillovna de Rusia; con descendencia.
- Huberto (1909-1950), casado con la baronesa María von Humboldt-Dachroeden; sin descendencia. Casado en segundas nupcias con Magdalena de Reuss; tuvo dos hijas.
- Federico (1966), casado con Lady Brigid Catalina Guinness; con descendencia.
- Alejandrina de Prusia (1915-1980), llamada familiarmente "Adini", tenía síndrome de Down. Soltera y sin descendencia.
- Cecilia (1917-1975), casada con Clyde Harris en 1949; tuvo una hija.

Cecilia mantuvo una relación con el barón Otto von Dungern (1873-1969), ayudante de campo de su esposo. Al descubrir que Dungern tenía a su vez una aventura con otra mujer de la corte, ella se confesó a su esposo, que le dijo: "Solo mi consideración por Su Majestad Imperial (su padre, el káiser Guillermo II) me impide hacerte polvo". 
Cecilia tuvo un impacto considerable en varias cuestiones, como la educación de las mujeres. Varias escuelas y calles llevan su nombre. El 6 de diciembre de 1906, la princesa heredera alemana bautizó en Stettin el navío 'SS Kronprinzessin Cecilie'. Para Cecilia, que tenía gran pasión por el mar desde la infancia, el gesto le produjo una gran alegría y honor. A fines de 1910, la pareja realizó una gira por Ceilán, India y Egipto. La vida de Cecilia en Berlín era una serie constante de deberes reales, como asistir a desfiles militares, banquetes de gala, ceremonias oficiales y otros acontecimientos cortesanos, como visitas de estado a cortes extranjeras, p.ej. la del emperador austríaco Francisco José a Viena. En mayo de 1911, Cecilia y Guillermo visitaron la corte imperial rusa en San Petersburgo, coincidiendo con el cumpleaños del zar ruso. En junio de 1911 siguió una visita a Londres, al rey Jorge V y la reina María en el palacio de Buckingham. La revista ilustrada londinense 'The Sphere' informó de la visita de "nuestros queridos visitantes para la coronación". La reina María se sentía particularmente cercana a la pareja imperial y mantuvo contacto con la princesa heredera alemana hasta su muerte en 1953. La visita de 1911 a Londres fue la última de Cecilia como representante del Imperio alemán.

## Primera Guerra Mundial
Al estallar la guerra en 1914, Cecilia estaba nuevamente embarazada. Se angustió mucho cuando dio a luz a su primera hija, la princesa Alejandrina, que nació con síndrome de Down. Debido a la rigidez del protocolo de la corte de los Hohenzollern, esto no se divulgó. Como princesa heredera, se esperaba que Cecilia continuara con sus deberes sin verse afectada, lo que en tiempos de guerra consistía en visitas regulares a los heridos de guerra en un esfuerzo por mantener la moral. El esposo de Cecilia, el príncipe heredero Guillermo, sirvió en el frente occidental bajo el mando directo del mariscal Hindenburg. En la última fase de la guerra, el pueblo alemán pasó por grandes dificultades en cuanto a los abastecimientos, dado el bloqueo marítimo al que estaba sometido. Para Cecilia, con fuertes vínculos familiares con la corte rusa a través de su madre, la Revolución rusa de marzo de 1917 la afectó mucho. Sus tíos, los grandes duques Nicolás, Jorge y Sergio Mijáilovich, fueron asesinados.

## Derrocamiento de la monarquía alemana
La situación política y económica en el último año de la guerra se volvió cada vez más desesperada. El 6 de noviembre de 1918, el nuevo canciller alemán, el príncipe Max de Baden, se reunió con el ministro Wilhelm Solf para discutir el futuro del Imperio alemán. Ambos opinaban que la monarquía solo podría sobrevivir si abdicaban el káiser y su hijo, el príncipe heredero Guillermo, y se creaba una regencia bajo el gobierno nominal del joven hijo de la princesa heredera Cecilia. Tal idea fue desestimada rápidamente cuando Friedrich Ebert se convirtió en canciller y se declaró la República unos días después. Tanto el káiser como el príncipe heredero cruzaron la frontera para buscar el exilio en los Países Bajos neutrales. La monarquía se derrumbó con la derrota de Alemania al final de la guerra. Cecilia y sus hijos pequeños vivieron en Potsdam durante el período revolucionario. Se había mudado de su nuevo hogar de Cecilienhof con sus hijos para reunirse con su suegra en la relativa seguridad del Palacio Nuevo. Fue aquí donde la emperatriz Augusta Victoria informó a su nuera: "La revolución ha estallado. El káiser ha abdicado. La guerra está perdida".

## Vida bajo la República

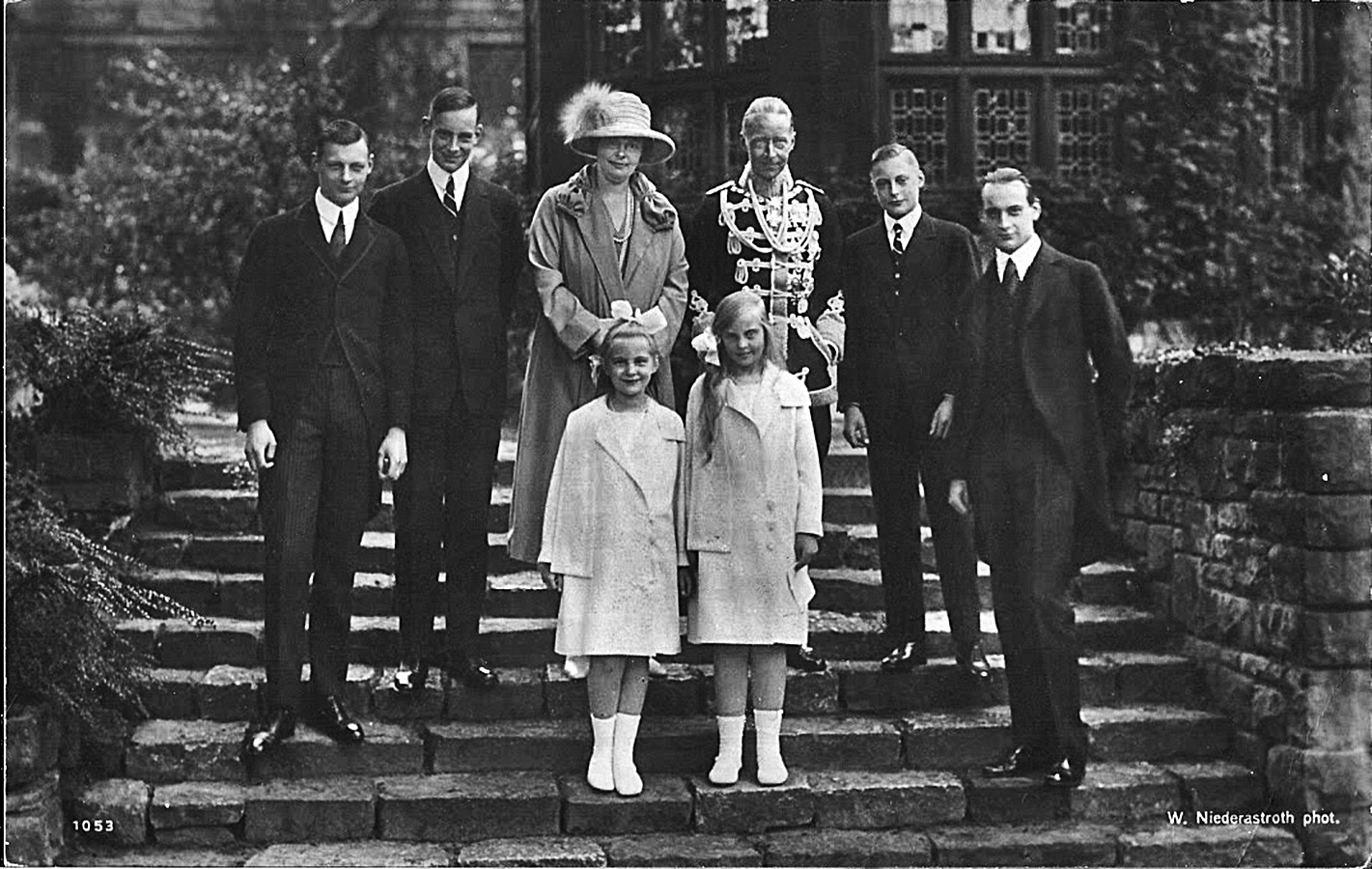
El príncipe heredero con su esposa e hijos. De izquierda a derecha: Guillermo, Huberto, la princesa heredera Cecilia, el príncipe heredero Guillermo, Federico Jorge y Luis Fernando. En primer plano, las princesas Alejandrina y Cecilia.

La ex emperatriz se exilió para reunirse con su esposo, pero la princesa heredera prefirió quedarse en Alemania con sus hijos, de 1 a 12 años, una vez confirmado que podría hacerlo. El 14 de noviembre abandonó discretamente el Palacio Nuevo y regresó a su casa privada, Cecilienhof. Como resultado del cambio de circunstancias, Cecilia redujo el personal en un 50%. El tutor de sus hijos también se marchó, por lo que sus dos hijos mayores, los príncipes Guillermo y Luis Fernando, asistieron por primera vez a una escuela cercana. Cecilia sentía una considerable simpatía por la difícil situación del pueblo alemán. En respuesta a un discurso en la Unión de Mujeres Alemanas en Berlín, la ex princesa heredera declaró: "No necesito simpatía. Estoy en la misma situación que cualquier mujer alemana, tengo que educar a mis hijos para que sean buenos ciudadanos alemanes". 
A Guillermo solo se le permitió regresar a Alemania de su exilio forzado en 1923, pero la pareja se había distanciado, especialmente porque Guillermo tenía bastantes relaciones amorosas, incluida Gladys Marie Deacon. Afortunadamente para la familia Hohenzollern, todavía poseían considerables propiedades en Alemania debido a un acuerdo entre la familia Hohenzollern y el Estado prusiano en noviembre de 1920. El castillo de Oels, con 10 000 hectáreas de terreno cultivable en Silesia, hoy en día Polonia, proporcionaba ingresos sustanciales para la ex familia imperial. En ausencia de su esposo, Cecilia se convirtió en la figura principal de la Casa de Hohenzollern. La ex princesa heredera no se hacía ilusiones de que sería restaurado el imperio, a diferencia de su suegro exiliado en Doorn, Países Bajos. La restauración era completamente imposible. Al ser elegido canciller Gustav Stresemann en agosto de 1923, comenzaron las negociaciones con el ex príncipe heredero. En la noche del 13 de noviembre de 1923, Cecilia se encontró con su esposo en el castillo de Oels. Los años de separación y el comportamiento de Guillermo habían acercado al matrimonio, pero Cecilia estaba decidida a separarse. Vivía cada vez más en Cecilienhof, mientras que su esposo vivía en Silesia. La pareja aparecía junta cuando era necesario, por el bien de la unidad familiar, como bodas, confirmaciones, bautizos y funerales. En 1927, se llegó a un acuerdo financiero final entre los Hohenzollern y el Estado prusiano. Cecilia permaneció activa dentro de varias organizaciones de caridad, como el Fondo Reina Luisa, Presidenta de la Unión de Mujeres de la Patria y las Damas de la Orden de San Juan, mientras que se mantenía alejada de cualquier participación política. Con la llegada al poder del Partido Nacionalsocialista de Adolf Hitler en 1933, todas esas organizaciones caritativas se disolvieron.

## Bajo el régimen nazi (1933-1939)

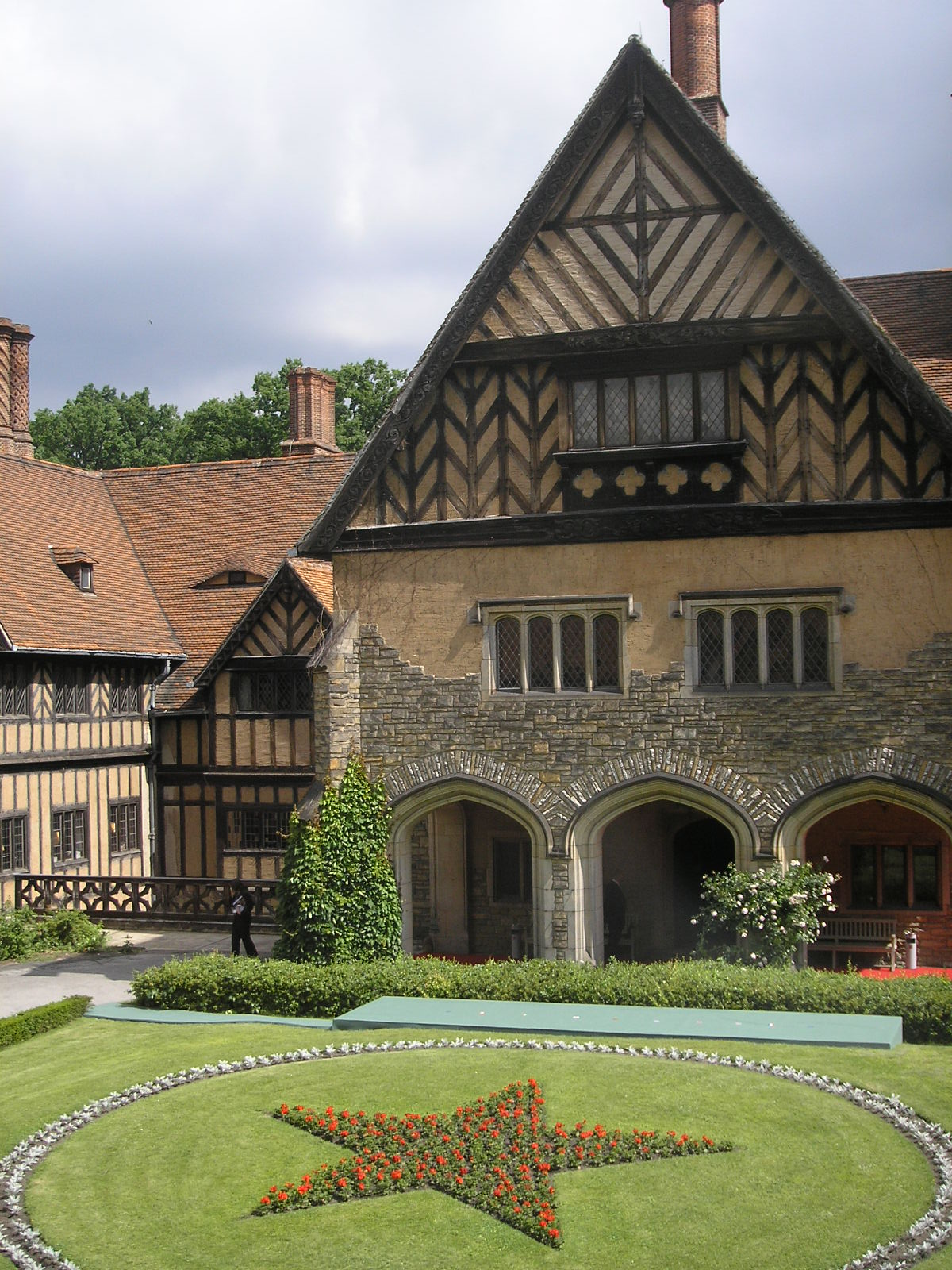
Vista del palacio de Cecilienhof

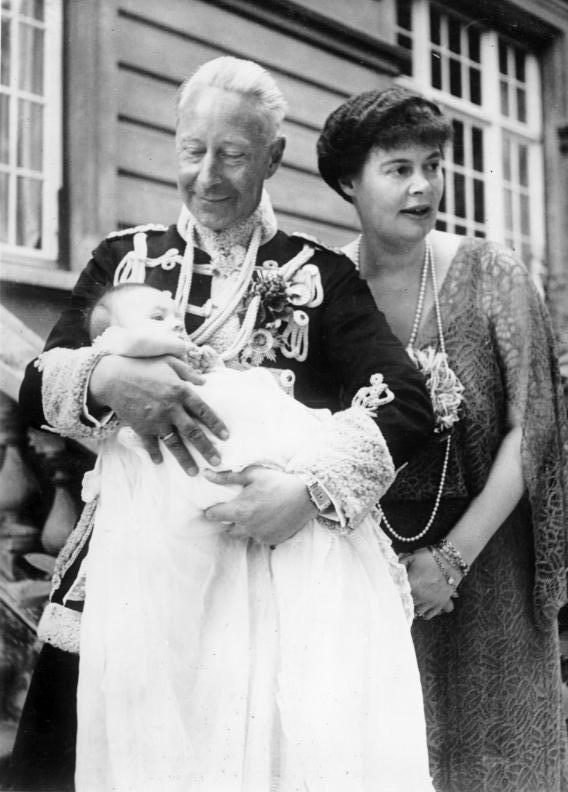
Guillermo y Cecilia en el bautizo de su nieta, Felicitas de Prusia, en 1934.

De 1933 a 1945, Cecilia vivió en Cecilienhof. En este lugar se dedicó a su pasión, la música. Organizaba conciertos privados, y pronto muchos directores y músicos famosos se encontraban entre sus amigos más cercanos, como Bronisław Huberman, Wilhelm Kempff, Elly Ney, Wilhelm Furtwängler y el joven Herbert von Karajan. Su hijo mayor, el príncipe Guillermo, perdió su posición como posible heredero cuando se casó con Dorothea von Salviati el 3 de junio de 1933, porque no procedía de una familia real adecuada. A pesar de que la casa real fue depuesta formalmente, sus estrictas reglas aún persistían. El ex príncipe heredero y la princesa fueron más comprensivos con su hijo que el exiliado káiser. Cecilia no estaba molesta y quedó encantada cuando se convirtió en abuela por primera en 1934. En 1935, el segundo hijo de Cecilia, tras estudiar economía y trabajar durante un tiempo en los Estados Unidos como mecánico para Ford, empezó a trabajar con Lufthansa. Su tercer hijo, Huberto, después de pasar un tiempo dedicado a sus fincas, se alistó en el ejército y luego en la fuerza aérea como piloto. El hijo menor, Federico, se hizo empresario. En mayo de 1938, el príncipe Luis Fernando se casó con la gran duquesa rusa Kira, hija del pretendiente al trono ruso, el gran duque Cirilo Vladímirovich, en Cecilienhof. Sería la última gran ceremonia familiar antes del estallido de la guerra en septiembre de 1939.

## Segunda Guerra Mundial
El período de relativa calma para la familia de Cecilia y para Alemania llegó a su fin al estallar la Segunda Guerra Mundial en septiembre de 1939. El sobrino de 24 años de Cecilia, el príncipe Óscar, cayó a los cinco días de empezar la invasión de Polonia. En 1940, ante el avance de la Wehrmacht, su tía Guillermina de los Países Bajos huye al Reino Unido, desde donde organizó la resistencia al invasor, y su cuñado, el rey Cristián X de Dinamarca, permaneció con su pueblo pero mostró abiertamente su desprecio por los nazis y Adolf Hitler. Por otro lado, su sobrino, el gran duque heredero Federico Francisco de Mecklemburgo-Schwerin, entró en las SS en 1931, a la edad de 21 años. Otra tragedia personal ocurrió cuando su hijo mayor, el príncipe Guillermo, fue herido de muerte en una batalla en Valenciennes, en Francia, el 25 de mayo de 1940. Murió el 26 de mayo en un hospital de campaña en Nivelle. Su funeral tuvo lugar en la iglesia de la Paz en Potsdam, el 28 de mayo. Más de 50,000 personas le acompañaron a su lugar de reposo final en el Templo Antiguo, junto a los restos de su abuela, la ex emperatriz Augusta Victoria. La gran asistencia a los funerales del príncipe, que había muerto como héroe, alarmó y enfureció a Hitler. Como resultado, a ningún príncipe de una antigua dinastía alemana se le permitió servir en el frente y en 1943, Hitler ordenó que todos fueran dados de baja de las fuerzas armadas.
En 1941 falleció Guillermo II, y a la edad de 55 años, el esposo de Cecilia se convirtió en jefe de la Casa de Hohenzollern. Si bien durante la monarquía esto habría significado un gran cambio para ellos, el cambio fue potencialmente peligroso debido al líder del Estado nazi. Durante este tiempo, Cecilia y Guillermo se retiraron cada vez más al palacio de Oels para llevar una vida tranquila, lejos de los peligros de Berlín. Incluso Potsdam, a solo 30 minutos en tren de la capital, estaba demasiado cerca para su comodidad. Con la guerra yendo mal y el ejército soviético acercándose a Silesia, abandonaron Oels con solo unas pocas pertenencias personales en dirección a Potsdam, donde celebraron la Navidad de 1944. Sería la última festividad en su amada casa. En febrero de 1945, Cecilia dejó Cecilienhof para siempre.

## Años finales

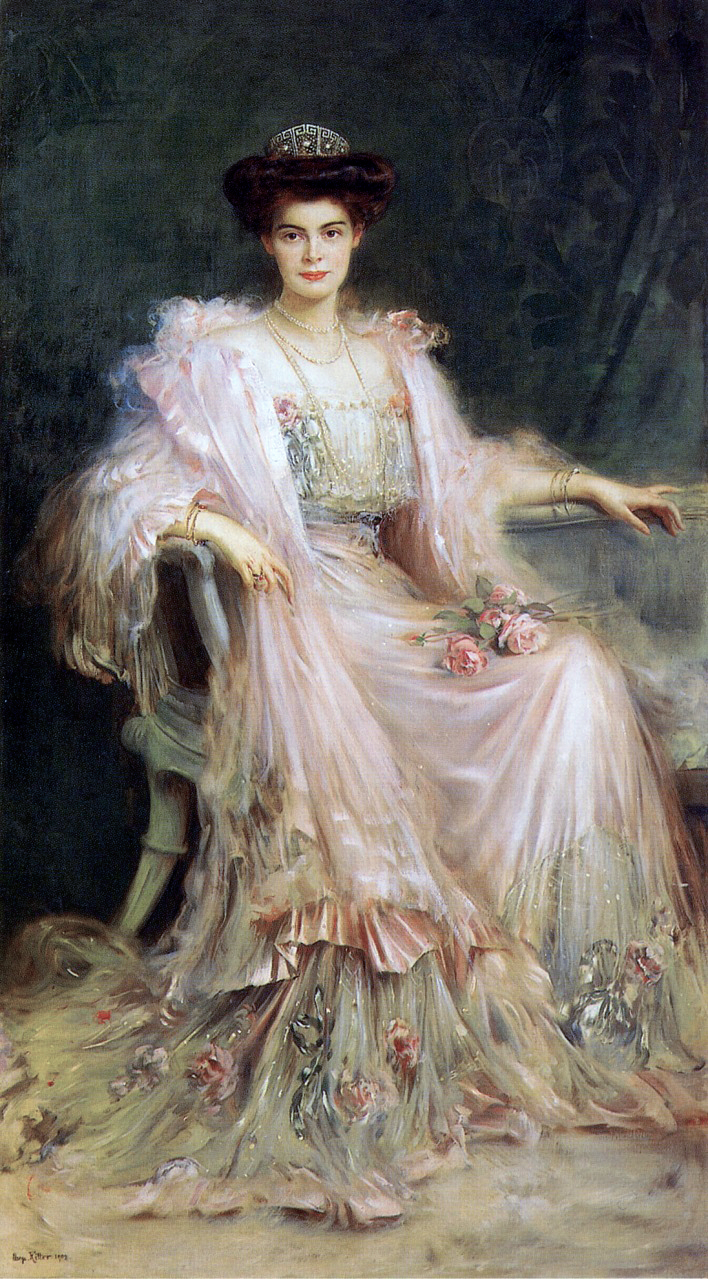
Retrato de Cecilia de Mecklenburg-Schwerin, por Caspar Ritter,1908.

Cecilia huyó del Ejército Rojo en febrero de 1945 con la familia de su hijo, Luis Fernando. Residió inicialmente en una habitación del ático del sanatorio del Dr. Paul Sotier (médico personal del Guillermo II) Fürstenhof en Bad Kissingen, en Baviera, ocupada ya por el ejército estadounidense. El 20 de septiembre de 1946 celebró su 60 cumpleaños. Para esta ocasión se le unieron su esposo y algunos de sus hijos. Guillermo se había instalado en una pequeña casa en Hechingen. La tragedia se produjo el 8 de abril cuando otro de sus hijos, esta vez el príncipe Huberto, murió de apendicitis el 8 de abril de 1950. A principios de 1951, la salud del ex príncipe heredero empezó a deteriorarse y el 20 de julio murió. El 26 de julio, su funeral tuvo lugar en el castillo de Hohenzollern, donde fue enterrado en el suelo, cerca de una urna que contenía las cenizas del difunto príncipe Huberto. En los brazos de su hijo, el príncipe Luis Fernando, Cecilia se despidió de su esposo. Permaneció en Bad Kissingen hasta 1952, cuando se mudó a un departamento en Stuttgart.
En 1952, se publicaron las memorias de Cecilia, "Recuerdos". En un acto de amnistía y amistad, la viuda del rey Jorge V, la reina María, recibió a la ex princesa heredera Cecilia en mayo de 1952 durante una visita a Inglaterra. Cecilia visitó por primera vez para asistir al bautizo de su nieta, la princesa Victoria Marina de Prusia, hija de su hijo, el príncipe Federico. La tragedia volvió a aparecer cuando la hermana de Cecilia, la reina madre danesa, la reina Alejandrina, murió el 28 de diciembre del mismo año. El 3 de enero de 1953, Cecilia asistió a su funeral en la catedral de Roskilde, en Dinamarca. A partir de este momento, la ex princesa heredera alemana nunca se recuperó por completo. Se las arregló para seguir luchando con la ayuda de su familia hasta el 6 de mayo de 1954, cuando murió en una visita a Bad Kissingen, presumiblemente un derrame cerebral. Habría sido el 72 cumpleaños de su difunto esposo. El 12 de mayo de 1954, tuvo lugar su funeral y sus restos fueron enterrados junto al príncipe heredero Guillermo en los terrenos del castillo de Hohenzollern.

## Títulos, tratamientos y distinciones honoríficas

### Títulos y tratamientos
| ● 20 de septiembre de 1886-6 de junio de 1905: | Su alteza la duquesa Cecilia de Mecklemburgo-Schwerin                               |
| ● 6 de junio de 1905-9 de noviembre de 1918:   | Su alteza imperial y real la princesa heredera alemana, princesa heredera de Prusia |

Título inexistente (simbólico y extraoficial) tras la Primera Guerra Mundial:
| ● 9 de noviembre de 1918-6 de mayo de 1954: | Su alteza imperial y real la princesa heredera Cecilia de Prusia |

### Distinciones honoríficas

#### Imperio alemán
- Condecorada con la decoración para damas de la Orden de la Corona Wéndica (en diamantes).[3] (Gran Ducado de Mecklemburgo-Scwerin)
- Dama de primera clase de la Orden de Luisa.

#### Extranjeras
- 2 de noviembre de 1905:  Dama de la Orden de las Damas Nobles de la Reina María Luisa.[4] ( Reino de España)

### Otros
- El palacio en Potsdam en el que vivió la pareja principesca se llamó en su honor Palacio Cecilienhof, así como el barco de travesía Herzogin Cecilie, que más tarde fue renombrado como SS Kronprinzessin Cecilie.

## Ancestros
| \| \| \| \| \| \| \| \| \| \| \| \| \| \| \| \| \| \| \| \| 16. Gran duque heredero Federico Luis de Mecklemburgo-Schwerin \| \| \| \| \| \| \| \| \| \| \| \| \| \| \| \| \| \| \| \| \| \| \| \| \| \| \| \| \| \| \| \| \| \| \| \| \| \| \| \| \| \| \| \| \| \| \| \| \| \| \| \| \| \| 8. Gran duque Pablo Federico de Mecklemburgo-Schwerin \| \| \| \| \| \| \| \| \| \| \| \| \| \| \| \| \| \| \| \| \| \| \| \| \| \| \| \| \| \| \| \| \| \| \| \| \| \| \| \| \| \| \| \| \| \| \| \| \| \| \| \| \| \| 17. Gran duquesa Elena Pávlovna de Rusia \| \| \| \| \| \| \| \| \| \| \| \| \| \| \| \| \| \| \| \| \| \| \| \| \| \| \| \| \| \| \| \| \| \| \| \| \| \| \| \| \| \| \| \| \| \| \| \| \| \| \| \| \| \| 4. Gran duque Federico Francisco II de Mecklemburgo-Schwerin \| \| \| \| \| \| \| \| \| \| \| \| \| \| \| \| \| \| \| \| \| \| \| \| \| \| \| \| \| \| \| \| \| \| \| \| \| \| \| \| \| \| \| \| \| \| \| \| \| \| \| \| \| \| 18. Rey Federico Guillermo III de Prusia \| \| \| \| \| \| \| \| \| \| \| \| \| \| \| \| \| \| \| \| \| \| \| \| \| \| \| \| \| \| \| \| \| \| \| \| \| \| \| \| \| \| \| \| \| \| \| \| \| \| \| \| \| \| 9. Princesa Alejandrina de Prusia \| \| \| \| \| \| \| \| \| \| \| \| \| \| \| \| \| \| \| \| \| \| \| \| \| \| \| \| \| \| \| \| \| \| \| \| \| \| \| \| \| \| \| \| \| \| \| \| \| \| \| \| \| \| 19. Duquesa Luisa de Mecklemburgo-Strelitz \| \| \| \| \| \| \| \| \| \| \| \| \| \| \| \| \| \| \| \| \| \| \| \| \| \| \| \| \| \| \| \| \| \| \| \| \| \| \| \| \| \| \| \| \| \| \| \| \| \| \| \| \| \| 2. Gran duque Federico Francisco III de Mecklemburgo-Schwerin \| \| \| \| \| \| \| \| \| \| \| \| \| \| \| \| \| \| \| \| \| \| \| \| \| \| \| \| \| \| \| \| \| \| \| \| \| \| \| \| \| \| \| \| \| \| \| \| \| \| \| \| \| \| 20. Príncipe Enrique XLIV de Reuss-Köstritz \| \| \| \| \| \| \| \| \| \| \| \| \| \| \| \| \| \| \| \| \| \| \| \| \| \| \| \| \| \| \| \| \| \| \| \| \| \| \| \| \| \| \| \| \| \| \| \| \| \| \| \| \| \| 10. Príncipe Enrique LXIII de Reuss-Köstritz \| \| \| \| \| \| \| \| \| \| \| \| \| \| \| \| \| \| \| \| \| \| \| \| \| \| \| \| \| \| \| \| \| \| \| \| \| \| \| \| \| \| \| \| \| \| \| \| \| \| \| \| \| \| 21. Baronesa Guillermina de Geuder-Rabensteiner \| \| \| \| \| \| \| \| \| \| \| \| \| \| \| \| \| \| \| \| \| \| \| \| \| \| \| \| \| \| \| \| \| \| \| \| \| \| \| \| \| \| \| \| \| \| \| \| \| \| \| \| \| \| 5. Princesa Augusta de Reuss-Köstritz \| \| \| \| \| \| \| \| \| \| \| \| \| \| \| \| \| \| \| \| \| \| \| \| \| \| \| \| \| \| \| \| \| \| \| \| \| \| \| \| \| \| \| \| \| \| \| \| \| \| \| \| \| \| 22. Conde Enrique de Stolberg-Wernigerode \| \| \| \| \| \| \| \| \| \| \| \| \| \| \| \| \| \| \| \| \| \| \| \| \| \| \| \| \| \| \| \| \| \| \| \| \| \| \| \| \| \| \| \| \| \| \| \| \| \| \| \| \| \| 11. Condesa Leonor de Stolberg-Wernigerode \| \| \| \| \| \| \| \| \| \| \| \| \| \| \| \| \| \| \| \| \| \| \| \| \| \| \| \| \| \| \| \| \| \| \| \| \| \| \| \| \| \| \| \| \| \| \| \| \| \| \| \| \| \| 23. Princesa Juana de Schönburg-Waldenburg \| \| \| \| \| \| \| \| \| \| \| \| \| \| \| \| \| \| \| \| \| \| \| \| \| \| \| \| \| \| \| \| \| \| \| \| \| \| \| \| \| \| \| \| \| \| \| \| \| \| \| \| \| \| 1. Duquesa Cecilia de Mecklemburgo-Schwerin \| \| \| \| \| \| \| \| \| \| \| \| \| \| \| \| \| \| \| \| \| \| \| \| \| \| \| \| \| \| \| \| \| \| \| \| \| \| \| \| \| \| \| \| \| \| \| \| \| \| \| \| \| \| 24. Zar Pablo I de Rusia \| \| \| \| \| \| \| \| \| \| \| \| \| \| \| \| \| \| \| \| \| \| \| \| \| \| \| \| \| \| \| \| \| \| \| \| \| \| \| \| \| \| \| \| \| \| \| \| \| \| \| \| \| \| 12. Zar Nicolás I de Rusia \| \| \| \| \| \| \| \| \| \| \| \| \| \| \| \| \| \| \| \| \| \| \| \| \| \| \| \| \| \| \| \| \| \| \| \| \| \| \| \| \| \| \| \| \| \| \| \| \| \| \| \| \| \| 25. Duquesa Sofía Dorotea de Wurtemberg \| \| \| \| \| \| \| \| \| \| \| \| \| \| \| \| \| \| \| \| \| \| \| \| \| \| \| \| \| \| \| \| \| \| \| \| \| \| \| \| \| \| \| \| \| \| \| \| \| \| \| \| \| \| 6. Gran duque Miguel Nikoláyevich de Rusia \| \| \| \| \| \| \| \| \| \| \| \| \| \| \| \| \| \| \| \| \| \| \| \| \| \| \| \| \| \| \| \| \| \| \| \| \| \| \| \| \| \| \| \| \| \| \| \| \| \| \| \| \| \| 26. Rey Federico Guillermo III de Prusia (= 18) \| \| \| \| \| \| \| \| \| \| \| \| \| \| \| \| \| \| \| \| \| \| \| \| \| \| \| \| \| \| \| \| \| \| \| \| \| \| \| \| \| \| \| \| \| \| \| \| \| \| \| \| \| \| 13. Princesa Carlota de Prusia \| \| \| \| \| \| \| \| \| \| \| \| \| \| \| \| \| \| \| \| \| \| \| \| \| \| \| \| \| \| \| \| \| \| \| \| \| \| \| \| \| \| \| \| \| \| \| \| \| \| \| \| \| \| 27. Duquesa Luisa de Mecklemburgo-Strelitz (= 19) \| \| \| \| \| \| \| \| \| \| \| \| \| \| \| \| \| \| \| \| \| \| \| \| \| \| \| \| \| \| \| \| \| \| \| \| \| \| \| \| \| \| \| \| \| \| \| \| \| \| \| \| \| \| 3. Gran duquesa Anastasia Mijáilovna de Rusia \| \| \| \| \| \| \| \| \| \| \| \| \| \| \| \| \| \| \| \| \| \| \| \| \| \| \| \| \| \| \| \| \| \| \| \| \| \| \| \| \| \| \| \| \| \| \| \| \| \| \| \| \| \| 28. Gran duque Carlos Federico de Baden \| \| \| \| \| \| \| \| \| \| \| \| \| \| \| \| \| \| \| \| \| \| \| \| \| \| \| \| \| \| \| \| \| \| \| \| \| \| \| \| \| \| \| \| \| \| \| \| \| \| \| \| \| \| 14. Gran duque Leopoldo I de Baden \| \| \| \| \| \| \| \| \| \| \| \| \| \| \| \| \| \| \| \| \| \| \| \| \| \| \| \| \| \| \| \| \| \| \| \| \| \| \| \| \| \| \| \| \| \| \| \| \| \| \| \| \| \| 29. Baronesa Luisa Carolina Geyer de Geyersberg \| \| \| \| \| \| \| \| \| \| \| \| \| \| \| \| \| \| \| \| \| \| \| \| \| \| \| \| \| \| \| \| \| \| \| \| \| \| \| \| \| \| \| \| \| \| \| \| \| \| \| \| \| \| 7. Princesa Cecilia de Baden \| \| \| \| \| \| \| \| \| \| \| \| \| \| \| \| \| \| \| \| \| \| \| \| \| \| \| \| \| \| \| \| \| \| \| \| \| \| \| \| \| \| \| \| \| \| \| \| \| \| \| \| \| \| 30. Rey Gustavo IV Adolfo de Suecia \| \| \| \| \| \| \| \| \| \| \| \| \| \| \| \| \| \| \| \| \| \| \| \| \| \| \| \| \| \| \| \| \| \| \| \| \| \| \| \| \| \| \| \| \| \| \| \| \| \| \| \| \| \| 15. Princesa Sofía Guillermina de Suecia \| \| \| \| \| \| \| \| \| \| \| \| \| \| \| \| \| \| \| \| \| \| \| \| \| \| \| \| \| \| \| \| \| \| \| \| \| \| \| \| \| \| \| \| \| \| \| \| \| \| \| \| \| \| 31. Princesa Federica de Baden \| \| \| \| \| \| \| \| \| \| \| \| \| \| \| \| \| \| \| \| \| \| \| \| \| \| \| \| \| \| \| \| \| \| \| \| \| \| \| \| \| \| \| \| \| \| \| \| \| \| \| \| |                                                                |  |  |  |  |  |  |  |  |  |  |  |  |  |  |  |
| |                                                                |  |  |  |  |  |  |  |  |  |  |  |  |  |  |  |
| | 16. Gran duque heredero Federico Luis de Mecklemburgo-Schwerin |  |  |  |  |  |  |  |  |  |  |  |  |  |  |  |
| |                                                                |  |  |  |  |  |  |  |  |  |  |  |  |  |  |  |
| |                                                                |  |  |  |  |  |  |  |  |  |  |  |  |  |  |  |
| | 8. Gran duque Pablo Federico de Mecklemburgo-Schwerin          |  |  |  |  |  |  |  |  |  |  |  |  |  |  |  |
| |                                                                |  |  |  |  |  |  |  |  |  |  |  |  |  |  |  |
| |                                                                |  |  |  |  |  |  |  |  |  |  |  |  |  |  |  |
| | 17. Gran duquesa Elena Pávlovna de Rusia                       |  |  |  |  |  |  |  |  |  |  |  |  |  |  |  |
| |                                                                |  |  |  |  |  |  |  |  |  |  |  |  |  |  |  |
| |                                                                |  |  |  |  |  |  |  |  |  |  |  |  |  |  |  |
| | 4. Gran duque Federico Francisco II de Mecklemburgo-Schwerin   |  |  |  |  |  |  |  |  |  |  |  |  |  |  |  |
| |                                                                |  |  |  |  |  |  |  |  |  |  |  |  |  |  |  |
| |                                                                |  |  |  |  |  |  |  |  |  |  |  |  |  |  |  |
| | 18. Rey Federico Guillermo III de Prusia                       |  |  |  |  |  |  |  |  |  |  |  |  |  |  |  |
| |                                                                |  |  |  |  |  |  |  |  |  |  |  |  |  |  |  |
| |                                                                |  |  |  |  |  |  |  |  |  |  |  |  |  |  |  |
| | 9. Princesa Alejandrina de Prusia                              |  |  |  |  |  |  |  |  |  |  |  |  |  |  |  |
| |                                                                |  |  |  |  |  |  |  |  |  |  |  |  |  |  |  |
| |                                                                |  |  |  |  |  |  |  |  |  |  |  |  |  |  |  |
| | 19. Duquesa Luisa de Mecklemburgo-Strelitz                     |  |  |  |  |  |  |  |  |  |  |  |  |  |  |  |
| |                                                                |  |  |  |  |  |  |  |  |  |  |  |  |  |  |  |
| |                                                                |  |  |  |  |  |  |  |  |  |  |  |  |  |  |  |
| | 2. Gran duque Federico Francisco III de Mecklemburgo-Schwerin  |  |  |  |  |  |  |  |  |  |  |  |  |  |  |  |
| |                                                                |  |  |  |  |  |  |  |  |  |  |  |  |  |  |  |
| |                                                                |  |  |  |  |  |  |  |  |  |  |  |  |  |  |  |
| | 20. Príncipe Enrique XLIV de Reuss-Köstritz                    |  |  |  |  |  |  |  |  |  |  |  |  |  |  |  |
| |                                                                |  |  |  |  |  |  |  |  |  |  |  |  |  |  |  |
| |                                                                |  |  |  |  |  |  |  |  |  |  |  |  |  |  |  |
| | 10. Príncipe Enrique LXIII de Reuss-Köstritz                   |  |  |  |  |  |  |  |  |  |  |  |  |  |  |  |
| |                                                                |  |  |  |  |  |  |  |  |  |  |  |  |  |  |  |
| |                                                                |  |  |  |  |  |  |  |  |  |  |  |  |  |  |  |
| | 21. Baronesa Guillermina de Geuder-Rabensteiner                |  |  |  |  |  |  |  |  |  |  |  |  |  |  |  |
| |                                                                |  |  |  |  |  |  |  |  |  |  |  |  |  |  |  |
| |                                                                |  |  |  |  |  |  |  |  |  |  |  |  |  |  |  |
| | 5. Princesa Augusta de Reuss-Köstritz                          |  |  |  |  |  |  |  |  |  |  |  |  |  |  |  |
| |                                                                |  |  |  |  |  |  |  |  |  |  |  |  |  |  |  |
| |                                                                |  |  |  |  |  |  |  |  |  |  |  |  |  |  |  |
| | 22. Conde Enrique de Stolberg-Wernigerode                      |  |  |  |  |  |  |  |  |  |  |  |  |  |  |  |
| |                                                                |  |  |  |  |  |  |  |  |  |  |  |  |  |  |  |
| |                                                                |  |  |  |  |  |  |  |  |  |  |  |  |  |  |  |
| | 11. Condesa Leonor de Stolberg-Wernigerode                     |  |  |  |  |  |  |  |  |  |  |  |  |  |  |  |
| |                                                                |  |  |  |  |  |  |  |  |  |  |  |  |  |  |  |
| |                                                                |  |  |  |  |  |  |  |  |  |  |  |  |  |  |  |
| | 23. Princesa Juana de Schönburg-Waldenburg                     |  |  |  |  |  |  |  |  |  |  |  |  |  |  |  |
| |                                                                |  |  |  |  |  |  |  |  |  |  |  |  |  |  |  |
| |                                                                |  |  |  |  |  |  |  |  |  |  |  |  |  |  |  |
| | 1. Duquesa Cecilia de Mecklemburgo-Schwerin                    |  |  |  |  |  |  |  |  |  |  |  |  |  |  |  |
| |                                                                |  |  |  |  |  |  |  |  |  |  |  |  |  |  |  |
| |                                                                |  |  |  |  |  |  |  |  |  |  |  |  |  |  |  |
| | 24. Zar Pablo I de Rusia                                       |  |  |  |  |  |  |  |  |  |  |  |  |  |  |  |
| |                                                                |  |  |  |  |  |  |  |  |  |  |  |  |  |  |  |
| |                                                                |  |  |  |  |  |  |  |  |  |  |  |  |  |  |  |
| | 12. Zar Nicolás I de Rusia                                     |  |  |  |  |  |  |  |  |  |  |  |  |  |  |  |
| |                                                                |  |  |  |  |  |  |  |  |  |  |  |  |  |  |  |
| |                                                                |  |  |  |  |  |  |  |  |  |  |  |  |  |  |  |
| | 25. Duquesa Sofía Dorotea de Wurtemberg                        |  |  |  |  |  |  |  |  |  |  |  |  |  |  |  |
| |                                                                |  |  |  |  |  |  |  |  |  |  |  |  |  |  |  |
| |                                                                |  |  |  |  |  |  |  |  |  |  |  |  |  |  |  |
| | 6. Gran duque Miguel Nikoláyevich de Rusia                     |  |  |  |  |  |  |  |  |  |  |  |  |  |  |  |
| |                                                                |  |  |  |  |  |  |  |  |  |  |  |  |  |  |  |
| |                                                                |  |  |  |  |  |  |  |  |  |  |  |  |  |  |  |
| | 26. Rey Federico Guillermo III de Prusia (= 18)                |  |  |  |  |  |  |  |  |  |  |  |  |  |  |  |
| |                                                                |  |  |  |  |  |  |  |  |  |  |  |  |  |  |  |
| |                                                                |  |  |  |  |  |  |  |  |  |  |  |  |  |  |  |
| | 13. Princesa Carlota de Prusia                                 |  |  |  |  |  |  |  |  |  |  |  |  |  |  |  |
| |                                                                |  |  |  |  |  |  |  |  |  |  |  |  |  |  |  |
| |                                                                |  |  |  |  |  |  |  |  |  |  |  |  |  |  |  |
| | 27. Duquesa Luisa de Mecklemburgo-Strelitz (= 19)              |  |  |  |  |  |  |  |  |  |  |  |  |  |  |  |
| |                                                                |  |  |  |  |  |  |  |  |  |  |  |  |  |  |  |
| |                                                                |  |  |  |  |  |  |  |  |  |  |  |  |  |  |  |
| | 3. Gran duquesa Anastasia Mijáilovna de Rusia                  |  |  |  |  |  |  |  |  |  |  |  |  |  |  |  |
| |                                                                |  |  |  |  |  |  |  |  |  |  |  |  |  |  |  |
| |                                                                |  |  |  |  |  |  |  |  |  |  |  |  |  |  |  |
| | 28. Gran duque Carlos Federico de Baden                        |  |  |  |  |  |  |  |  |  |  |  |  |  |  |  |
| |                                                                |  |  |  |  |  |  |  |  |  |  |  |  |  |  |  |
| |                                                                |  |  |  |  |  |  |  |  |  |  |  |  |  |  |  |
| | 14. Gran duque Leopoldo I de Baden                             |  |  |  |  |  |  |  |  |  |  |  |  |  |  |  |
| |                                                                |  |  |  |  |  |  |  |  |  |  |  |  |  |  |  |
| |                                                                |  |  |  |  |  |  |  |  |  |  |  |  |  |  |  |
| | 29. Baronesa Luisa Carolina Geyer de Geyersberg                |  |  |  |  |  |  |  |  |  |  |  |  |  |  |  |
| |                                                                |  |  |  |  |  |  |  |  |  |  |  |  |  |  |  |
| |                                                                |  |  |  |  |  |  |  |  |  |  |  |  |  |  |  |
| | 7. Princesa Cecilia de Baden                                   |  |  |  |  |  |  |  |  |  |  |  |  |  |  |  |
| |                                                                |  |  |  |  |  |  |  |  |  |  |  |  |  |  |  |
| |                                                                |  |  |  |  |  |  |  |  |  |  |  |  |  |  |  |
| | 30. Rey Gustavo IV Adolfo de Suecia                            |  |  |  |  |  |  |  |  |  |  |  |  |  |  |  |
| |                                                                |  |  |  |  |  |  |  |  |  |  |  |  |  |  |  |
| |                                                                |  |  |  |  |  |  |  |  |  |  |  |  |  |  |  |
| | 15. Princesa Sofía Guillermina de Suecia                       |  |  |  |  |  |  |  |  |  |  |  |  |  |  |  |
| |                                                                |  |  |  |  |  |  |  |  |  |  |  |  |  |  |  |
| |                                                                |  |  |  |  |  |  |  |  |  |  |  |  |  |  |  |
| | 31. Princesa Federica de Baden                                 |  |  |  |  |  |  |  |  |  |  |  |  |  |  |  |
| |                                                                |  |  |  |  |  |  |  |  |  |  |  |  |  |  |  |
| |                                                                |  |  |  |  |  |  |  |  |  |  |  |  |  |  |  |